# Reynaldo Bignone
Reynaldo Benito Antonio Bignone Ramayón, argentinski general, * 21. januar 1928, Buenos Aires, † 7. marec 2018.
Bignone je bil predsednik Argentine (1982–1983). 